# Parancistrocerus rectangulis
Parancistrocerus rectangulis är en stekelart som först beskrevs av Henry Lorenz Viereck 1908.  Parancistrocerus rectangulis ingår i släktet Parancistrocerus och familjen Eumenidae. Utöver nominatformen finns också underarten P. r. frazieri.